# 加布里埃拉公主 (摩纳哥)
加布里埃拉·特丽丝·玛丽（Gabriella Thérèse Marie，2014年12月10日—），出生于摩納哥的格蕾丝王妃中心医院（法語：Le Centre Hospitalier Princesse Grace），出生時她自動得到摩纳哥公主頭銜，並由阿尔贝二世授予她卡拉德斯女伯爵的封號。公主是摩纳哥亲王阿尔贝二世与查伦妮亲王妃的龙凤胎长女，比她的龙凤胎胞弟雅克王储早出生兩分鐘。除了雅克王储外，她還有一名同父異母的姊姊及哥哥，但兩人均是阿尔贝二世未婚前所生的子女。雖然公主是龙凤胎长女，但由於摩纳哥繼承法以男性繼承人優先而被其弟弟取得王儲之位。